# Verny
Verny är en kommun i departementet Moselle i regionen Grand Est (tidigare regionen Lorraine) i nordöstra Frankrike. Kommunen ligger i kantonen Verny som tillhör arrondissementet Metz-Campagne. År 2022 hade Verny 2 056 invånare.

## Befolkningsutveckling
Antalet invånare i kommunen Verny
| Referens: INSEE |